# Good for You, Too
Good for You, Too es el primer álbum de estudio de la cantautora estadounidense Toni Brown. Fue publicado en enero de 1974 a través de MCA Records. 

## Grabación y producción
Producido por Chip Young, Good for You, Too se grabó en Murfreesboro, cerca de Nashville, en un estudio rústico en una cabaña de madera con chimenea. De acuerdo a Liza Williams, era una atmósfera que le convenía a Brown, ya que era la versión sureña de su propia casa en California, donde compuso las canciones. Ella se acompaña con el piano en cinco de ellas.

## Recepción de la crítica
Un escritor no especificado de Record World indicó que “ella no sólo es buena para ti, ¡Es fantástica!” Un escritor no especificado de la revista Cash Box calificó Good for You, Too como “un LP excelente, y elogió “su estilo vocal único y poderoso, así como algunas letras excelentes”.

## Rendimiento comercial
Billboard informó en la semana que finalizó el 2 de febrero de 1974 que Good for You, Too fue una selección de radio FM con emisión en WOUR-FM, KSJO-FM y WCMF-FM, unas de las principales estaciones progresivas de los Estados Unidos. La semana siguiente fue una selección de acción de radio FM en otras tres estaciones progresivas líder: KFMY-FM, WOWI-FM y KZAP-FM.

## Lista de canciones
Todas las canciones escritas y compuestas por Toni Brown.
Lado uno
1. «Good for You, Too» – 3:22
2. «I Loved You All the Time» – 3:27
3. «Everything Comes in Time» – 4:35
4. «Wild Bird» – 4:09
5. «The Devil and Willie Mahoney» – 3:54

Lado dos
1. «Hang on to Your Happy Days» – 3:50
2. «Big Trout River» – 3:34
3. «Sweet Sympathy» – 4:10
4. «After All This Time» – 3:19
5. «Warm Winds, Sweet Wine» – 3:15

## Créditos y personal
Créditos adaptados desde las notas de álbum de Good for You, Too.
Músicos
- Toni Brown – piano, voz principal y coros
- Tommy Cogbill – bajo eléctrico
- Jerry Carrigan – batería
- Bobby Wood – piano, piano eléctrico
- Terry Garthwaite – coros
- Billy Sanford – guitarra eléctrica, guitarra acústica
- Reggie Young – guitarra eléctrica
- Johnny Christopher – guitarra acústica
- Chip Young – guitarra acústica, autoarpa
- Farrell Morris – vibráfono, percusión, bayán
- Mike Leech – arreglos
- Sheldon Kurland, George Binkley, Brenton Banks, Carl Gorodetzky, Steve Smith, Larry Herzberg – violín
- Marvin Chantry, Gary Vanosdale – viola
- Byron Bach, David Vanderkooi – violonchelo
- Don Sheffield, George Tidwell, Billy Puett, Dennis Good – trompa
- Lloyd Green – guitarra de acero con pedal
- Bobby Emmons – órgano
- Chuck Cochran – acordeón
- Buddy Spicher – violín tradicional
- Mary Hoepfinger – armónica

Personal técnico
- Chip Young – productor
- Liza Williams – notas de álbum
- Norman Seeff – fotografía